# Portada/efemèride març 26
Pierre Boulez
« 25 de març · 26 de març · 27 de març »